# Gynoplistia parajucunda
Gynoplistia parajucunda là một loài ruồi trong họ Limoniidae. Chúng phân bố ở miền Australasia.